# Fernsteuerung
Als Fernsteuerung wird jegliche Möglichkeit der gezielten mechanischen, hydraulischen oder pneumatischen, elektrischen und/oder elektronischen Einflussnahme und Steuerung auf Geräte, Maschinen oder andere Einrichtungen bezeichnet, wobei dies über eine Ferne, also einen Abstand vom besagten Gerät erfolgen können muss, also nicht über unmittelbar am Gerät angebrachte Bedienelemente.
Häufig wird nicht unterschieden, ob die Melderichtung ebenfalls instrumentiert ist.

## Allgemeine Erklärung
Von einer Fernsteuerung spricht man in aller Regel, wenn sich das zu bedienende Gerät nicht im selben Gehäuse befindet wie dessen Steuerungselement. Beispiele sind der Schalter einer Deckenleuchte, der Zughebel einer Fahrradbremse, die Fernbedienung eines Fernsehers, die Nutzung eines Servers vom heimischen PC aus oder das Steuern eines Modellflugzeuges.

## Nachrichtentechnik
Wenn die Signalübertragung über (öffentliche) Telekommunikationsnetze durchgeführt wird, spricht man von Fernwirken.

## Stromnetz
Tonfrequenz-Signale des Stromnetzbetreibers schalten seit zumindest 1965 in Österreich bei den Verbrauchern die optierte „unterbrechbare Stromversorgung“ vulgo Nachtstrom zu preiswerterem Energietarif spätabends ein und morgens aus. Dazu sind in den Sicherungskästen Rundsteuerempfänger eingebaut.

## Bahnverkehr
Bei vielen Eisenbahninfrastrukturunternehmen werden die Stellwerks- und Sicherungsanlagen zahlreicher Bahnhöfe ferngestellt bzw. ferngesteuert. Dabei wird grundsätzlich gemäß gesetzlichen Regeln auch die Melderichtung ausgestattet. Für alle Varianten wird ein internes Leitungsnetz genutzt. Der Vorteil einer echten Fernsteuerung ist der deutlich geringere Aderbedarf zwischen der Fernsteuerzentrale und den ferngesteuerten Stellwerken.
- Ferngestellt sind Bahnhöfe ohne eigenständige Stellwerkslogik, deren Fahrwegelemente und Signale von einem benachbarten Stellwerk aus bedient werden.
- Ferngesteuert sind Bahnhöfe, die über ein eigenständiges Stellwerk verfügen, welches aber von einem anderen Stellwerk oder einer Betriebszentrale aus ferngesteuert wird.